# Gashiga
Gashiga es una comuna camerunesa perteneciente al departamento de Bénoué de la región del Norte. Como arrondissement recibe el nombre de Demsa.
En 2005 tiene 38 366 habitantes.
Se ubica en el cruce de las carreteras P1 y D17, unos 10 km al norte de la capital regional Garua. Su territorio limita con el estado nigeriano de Adamawa.

## Localidades
Comprende, además de Gashiga, las siguientes localidades:
- Bachéoré
- Bamanga
- Barkehi
- Bilassi
- Boïssire
- Bolki
- Djamarena
- Djamboutou Ngoutchoumi
- Djamboutou Yarmi
- Djirladje
- Fessago
- Guibdjol
- Hossere Fowrou
- Katako-Demsa
- Kessoure Abba Iya
- Koléré
- Kossoumo
- Labbare
- Lo-Nderou
- Mayami
- Mayo Djaredi
- Mayo Doumsi
- Mayo Sahel
- Mbilla
- Ouro Bia
- Ouro Bobbo
- Ouro Bobboy
- Ouro Dallam
- Ouro Gadji
- Ouro Garga (Sabongri)
- Ouro Harissou
- Ouro Inine
- Ouro Iya
- Ouro Moufou
- Pakete
- Pamtchi
- Pomla Manga
- Pomla Petel
- Tapare
- Tchiifel
- Tirsi
- Toro
- Windé Hale
- Yarmi